# 腕をかえす
腕をかえす（かいなをかえす）とは、相撲技術の1つである。相手の腕の下に自分の手を差し入れた場合（差し手と言う）と投げを打つ時に、その腕の小指側を上げる事である。おっつけの逆である。相手の腕を持ち上げ、脇を開けさせ、上手廻しを取られたり巻き替えられたりするのを防ぎ、重心を高くする効果がある。